# Яншин, Дмитрий Аркадьевич
Дми́трий Арка́дьевич Я́ншин (13 декабря 1956 — 18 августа 2006) — советский и российский музыкант, гитарист советской группы «ДК», основатель и лидер группы «Весёлые картинки».

## Биография
Окончил Московский институт электронного машиностроения, где учился вместе с основателем группы «ДК» Сергеем Жариковым.
Преподавал в музыкальных студиях при Дворцах культуры музыку по классу гитары.
В конце 1985 года основал в Москве группу «Весёлые картинки». Бо́льшая часть музыкального материала группы носила ироничный пародийно-издевательский характер с весьма сложными аранжировками, включающими в себя обязательные виртуозные гитарные пассажи с элементами этники и городского фольклора.
20 августа 2006 года Дмитрий Яншин и его жена, вокалистка последнего состава «Весёлых картинок» Светлана Дьякова, были найдены мёртвыми в своей квартире. Дмитрий Яншин похоронен в колумбарии на Ваганьковском кладбище.